# Leto (película)
Leto (en ruso: Лето, romanizado: Leto, lit. ''Verano'') es una película musical de 2018 coproducida entre Rusia y Francia. Dirigida por Kiril Serébrennikov, relata historias de la escena del rock underground en la ciudad de Leningrado a comienzos de la década de 1980, cuando imperaba el régimen soviético. La película fue seleccionada para competir por la Palma de Oro en el Festival Internacional de Cine de Cannes de 2018.

## Sinopsis

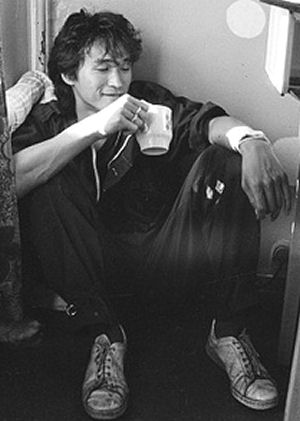
El músico Víktor Tsoi (en la imagen) fue interpretado en la película por el actor coreano Teo Yoo.

La película está ambientada en el verano de principios de los años 1980 en Leningrado. El argumento principal cuenta la historia de la relación entre el joven de 19 años Víktor Tsoi (Teo Yoo), el joven de 26 años Mike Naumenko (Román Bílyk) y la esposa de Naumenko, Natalia (Irina Starshenbaum), así como la formación del Club de Rock de Leningrado y la grabación del primer álbum de la banda Kinó, 45.

## Reparto
- Teo Yoo[7][8][9][10] es Viktor Tsoi (cantante del grupo Kinó).
- Román Bílyk (cantante del grupo Zveri) es Mike Naumenko (cantante de Zoopark).
- Irina Starshenbaum es Natalia Naumenko.
- Filip Avdéiev es Leonid.
- Aleksandr Gorchilin es el punk.
- Yuliya Aug es Tatiana Ivánovna, directora del Club de Rock de Leningrado.
- Nikita Yefrémov es Bob, personaje inspirado en Borís Grebenschikov.
- Gueorgui Kudrenko
- Aleksandra Revenko
- Nikita Yelenev
- Antón Adasinski es el dueño del apartamento.
- Liya Ajedzhákova es la dueña del apartamento.
- Yelena Kóreneva es la mujer de rojo.
- Aleksandr Bashírov es el hombre enojado en el tren.
- Seva Novgoródsev es el anticuario.
- Vasili Mijáilov es Isha.
- Aleksandr Kuznetsov es el escéptico.
- Andrey Khodorchenkov[11] es Artemy Troitsky.

## Producción
El rodaje de la película empezó en julio de 2017 en San Petersburgo. En agosto del mismo año, Serebrennikov fue arrestado, deportado a Moscú bajo cargo de fraude y puesto bajo arresto domiciliario. Sin embargo, en febrero de 2018 logró terminar la película sin violar las prohibiciones impuestas por el tribunal, ya que completó su trabajo utilizando una computadora sin conexión a Internet. Algunas escenas fueron terminadas usando sus notas y basadas en ensayos previos.
Los primeros fotogramas de la película se mostraron en la edición del 2 de febrero de 2018 de la revista Variety.

### Música
En la película se usó música de la agrupación Kinó y de otras bandas de rock soviéticas. La banda sonora oficial también incluye versiones de las canciones "Psycho Killer" de Talkin' Heads, "The Passenger" de Iggy Pop, "Perfect Day" de Lou Reed y "All the Young Dudes" de David Bowie, grabadas por bandas de rock contemporáneas rusas como Glintshake y Shortparis.
Leto ganó el premio a mejor banda sonora en Cannes.

## Recepción

### Respuesta de la crítica
La página especializada AlloCiné le dio a Leto un puntaje de 4.4 sobre 5, ubicándola entre las mejores de 2018. En Rotten Tomatoes, la cinta tiene una aprobación del 70%, basada en 20 reseñas, con un rating promedio de 7.12 sobre 10. Metacritic le dio un puntaje de 69 sobre 100, basado en 11 reseñas, indicando "críticas generalmente positivas".

### Respuesta de los músicos
El 15 de febrero de 2018, la película fue analizada por el cantante ruso Borís Grebenschikov, una figura emblemática del movimiento del rock soviético como líder del grupo Aquarium. El músico afirmó que el argumento de la cinta es "una mentira de principio a fin".

Vivimos de forma diferente. En su escenario, somos hipsters de Moscú, que no saben hacer otra cosa que copular por cuenta ajena. El guion fue escrito por un hombre de otro planeta. Creo que, en aquellos días, el guionista habría trabajado para el KGB.
Borís Grebenschikov

Alekséi Rybin, uno de los fundadores de la agrupación Kinó, igualmente criticó el guion e incluso prohibió el uso de su imagen en la película. La cinta fue duramente criticada por el productor musical Andréi Tropillo, quien describió al director Serébrennikov como "un hombre ajeno a la cultura del rock y que no sabe nada de ella". El crítico musical Artemy Troitsky concluyó que el guion "deja muchísimas dudas", pero instó a los espectadores a esperar hasta el final de la película.